# Sei (cràter)

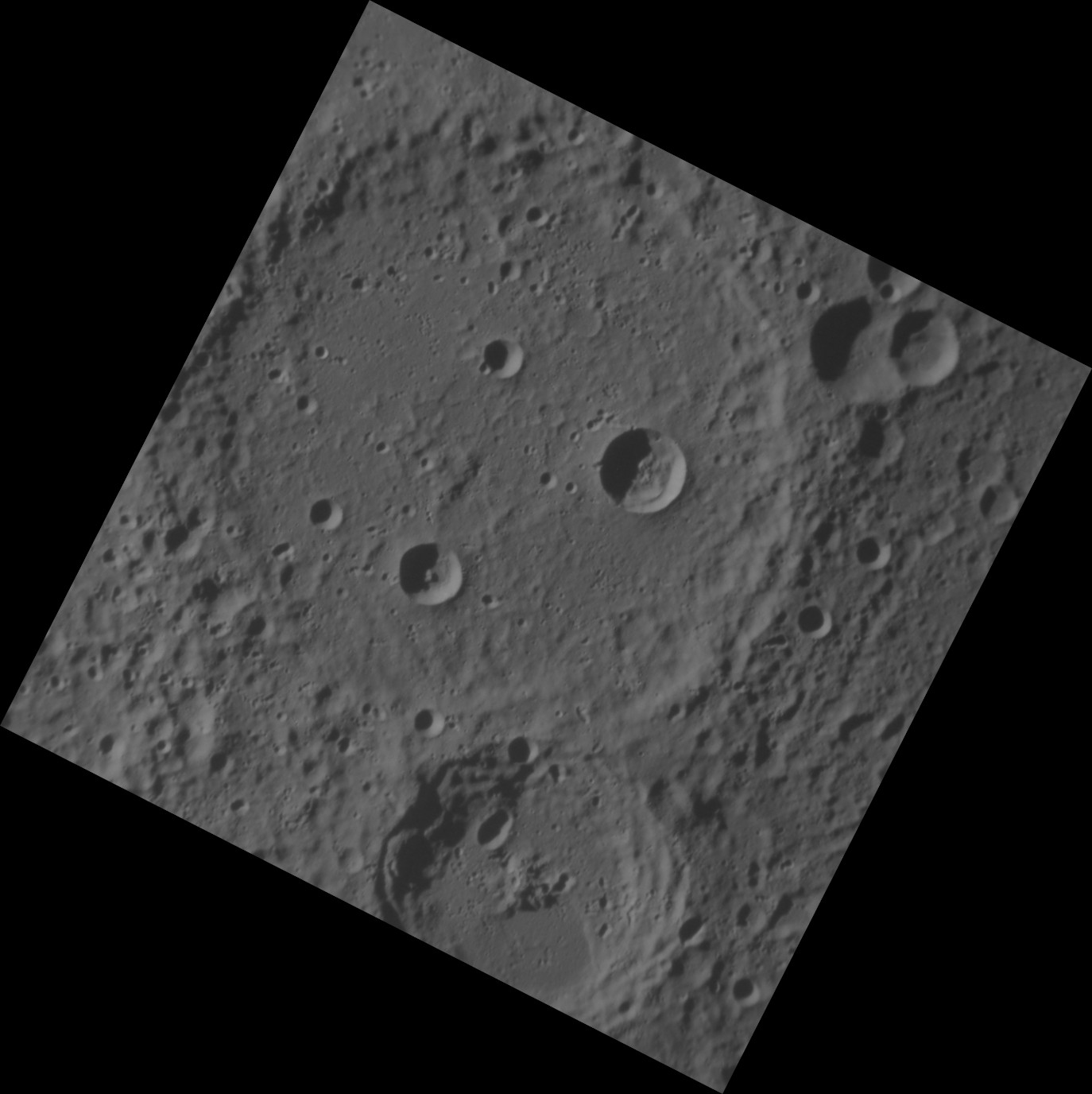
Imatge del cràter Sei realitzada per la sonda Messenger.

Sei és un cràter d'impacte en el planeta Mercuri de 137 km de diàmetre. Porta el nom de l'escriptor japonès Sei Shōnagon (c. 966-1013), i el seu nom va ser aprovat per la Unió Astronòmica Internacional el 1976.